# Judith Butler
Judith Butler, v češtině někdy Butlerová, (* 24. února 1956 Cleveland, Ohio, USA) je americká nebinární osoba zabývající se feminismem, filozofií a teoretickou psychoanalýzou. Její knihy také odstartovaly ve feministickém diskurzu posun od politiky k otázkám kultury, jazyka, obrazu a identity.

## Život
Narodila se v americkém Clevelandu do rodiny ruských a maďarských Židů. Mnoho jejích příbuzných z matčiny strany zahynulo během holokaustu.

## Kritika starého feminismu
Její dvě nejznámější knihy Gender Trouble (1990) a Bodies That Matter (1993) jsou označovány za přelomové ve feministickém hnutí a za znak přechodu k postfeminismu. Podkopala v nich[zdroj?] základy tradičního feminismu, když zpochybnila samotnou kategorii ženy, s níž feminismus pracuje. Tím navázala na koncepce Michela Foucaulta.
Podle ní klasický feminismus konstruuje umělý pojem žena, aby jeho prostřednictvím mohl prosazovat určité požadavky. Tato konstrukce však přitom určitý typ žen vylučuje a znehodnocuje (lesby, bezdětné, černošky, nezápadní ženy), a tím podkopává samotný feminismus jako hnutí pro všechny ženy. Představuje si, že nový feminismus by měl umět zpochybňovat vlastní předpoklady a být „nikdy nekončícím revizionismem“. V tomto smyslu je Butlerová reprezentantkou postmoderního obratu na poli feminismu.
Kritizovala také feministické tendence, jež reprezentuje Catherine MacKinnonová se svou kritikou pornografie a označováním pornografie za násilí vůči ženě. Takové názory jsou podle ní pouze puritánstvím převlečeným do feministického dresu.

## Polemika s Freudem
Tvrdí, že společenskému řádu vládne „heterosexuální model“, tedy ideologický systém, který určitým tělům a touhám přisuzuje „přirozenost“. V průběhu devadesátých let 20. století, v době, kdy homosexuální téma vstoupilo do řady obsahů pop-kultury, Butlerová dodala ke své základní tezi, že heterosexuální model si osvojil rafinovanější prostředky.
Teze o „heterosexuálním modelu“ vyvěrají z polemiky s učením Sigmunda Freuda, která je v centru filozofie Butlerové. Ta tvrdí, že primárním tabu kultury není incest, jak tvrdil Freud (či Lévi-Strauss), ale tabu homosexuality. Freud tvrdil, že dítě je primárně „bisexuální“ (v různých fázích jeho tvorby to mělo různý význam a nakonec to zcela popíral), tedy že dokáže získávat slast z mužské i ženské (pasivní i aktivní) pozice. Podle Butlerové se v tomto Freud mýlil, dítě je pro ni primárně homosexuální. Této homosexuality se však vzdává přijetím oidipovského řádu, což mu umožní nebýt psychotickým. Zůstane v něm (a v celé heterosexuální kultuře) ovšem stín melancholie, tesknoty po ztraceném stejnopohlavním objektu. Heterosexualita je tak vždy v zásadě potlačenou primární homosexualitou, a to, co je v kultuře běžně homosexualitou nazýváno, je jen jakýsi nutný dovětek útlaku, cosi, co vždy znovu vstoupí do hry jako „vzpomínka“ při vynucování heterosexuality. V tomto smyslu by podle Butlerové homosexualita bez kulturního útlaku neexistovala. Homosexuální touha je kulturou vyvolávána, aby mohla být vzápětí potlačena. Heterosexuální útlak je však nutný, jinak by kultura nemohla přežít.

## Performativita a gender
Objekt ztracené touhy si podle ní nachází v kultuře své místo – především v módě a v subkulturách. Tato kulturální aplikace jejích tezí je podstatná, neboť z ní vyvěrá obecná definice kulturní moci: ta vždy dle Butlerové postupuje tak, že na svou periferii umístí určité prostředky, které jí jsou protiváhou a zdánlivě ji podkopávají (například subkultury). Ve skutečnosti musejí tyto prostředky (subkultury) přijmout cosi ze řádu, který je zplodil. Už tím, že se naformují, přijímají určitý rámec, proti němuž tak mohou rezistovat jen částečně – částečně ho zároveň svou rezistencí posilují. Tato koncepce je blízká teorii hegemonie Antonia Gramsciho, Butlerová však zdůrazňuje, že tento nenápadný útlak není primárně politický, jak si myslel Gramsci, ale uskutečňuje se tlakem na formování těla a jeho obalu (styl, móda), tlakem v nejintimnější zóně, zóně sexuality a identity (v tom navazuje na Foucaulta).
Techniku útlaku v intimní zóně nazývá performativita. Krom Foucaultova konceptu z Dějin sexuality do pojmu Butlerová zakomponovala i Derridův koncept „Zákona“, Austinův koncept ilokučních (též mluvních) aktů a Althusserův koncept interpelace. Obecně Butlerová definuje performativitu jako aktivitu, která vytváří to, co zdánlivě jen popisuje. V oblasti genderu to znamená, že zdánlivý neutrální popis (žena je to a to) teprve popisované vytváří (gender žena). Gender je tak podle ní zcela diskurzivní a kulturní kategorií, není nijak podmíněn anatomií těla a biologickým pohlavím. Je to „regulativní ideál“.
Toto její konstatování v Gender trouble vedlo ve feminismu mimo jiné ke snahám „vytvořit si vlastní gender podle svého“, což Butlerová v pozdějších pracích kritizovala jako nepochopení své myšlenky. Podle Butlerové totiž gender vždy musí vytvořit kultura, neboť žádné esenciální já, které by se mohlo odhodlat k tvorbě vlastního genderu bez kultury, neexistuje.

## Polemika s Lacanem
Její psychoanalytický přístup je krom polemiky s Freudem vymezen také její polemikou s Jacquesem Lacanem, na nějž navázala především. Lacan tvrdil, že vstup dítěte do jazyka je podmíněn přijetím genderu („jednoho z pohlaví“), jinak u dítěte dojde k psychóze a k nemožnosti stát se sociální bytostí. Klíčovým je přitom falus, neboť přijetí genderu znamená přijmout buď ideu že falus mám (mužský gender), nebo že falem jsem (ženský gender). Jedinou možností, jak žena dle Lacana může falus mít, je, že se identifikuje s hrozivou figurou falické matky (což se na rovině perverze může vyjevit například rolí „dominy“). Ovšem ona sama, ač přijímá prakticky celý Lacanův model, s ním polemizuje právě v názoru, že identifikace s falickou matkou je jediným způsobem, jak se žena může k vlastnictví falu dopracovat (falem není míněn fyzický penis, ale idea zákona, s níž je penis spojen). Ona sama věří, že může vzniknout i jiný typ falické ženy: „falická dívka“, která není mocnou matkou, jež učiní falus ze svého dítěte. Falická dívka je tak podle ní jediná alternativa k moci kultury v oblasti genderu.
Kritizovala též lacanismus (potažmo freudismus), že symbolické, tedy oidipovský řád významů spjatý s falem a otcem, nejen popisují, ale i vytvářejí, a fungují tak jako stráž kultury bojující proti alternativě a utopii. Z druhé strany byl ovšem lacanismus obviňován z přesně opačného hříchu, z pokusu oidipovský řád podkopat ve jménu utopie (viz Janine Chasseguet-Smirgelová).

## Osobní život
Judith Butlerová je lesba, identifikuje se jako nebinární a vyhovuje jí být označována anglickým zájmenem „they“, používaném v angličtině pro nebinární osoby.